# Siphonophora cornuta
Siphonophora cornuta är en mångfotingart som beskrevs av Pocock 1903. Siphonophora cornuta ingår i släktet Siphonophora och familjen Siphonophoridae. Inga underarter finns listade i Catalogue of Life.